# Persoonia prostrata
Persoonia prostrata (лат.) — кустарник, вид рода Персоония (Persoonia) семейства Протейные (Proteaceae), эндемик северной оконечности острова Фрейзер в Квинсленде, который считается вымершим. Вид похож на Persoonia stradbrokensis, но представляет собой стелющийся куст с более мелкими листьями и цветами.

## Ботаническое описание
Persoonia prostrata — стелющийся куст с эллиптическими или лопаточковидными листьями длиной 23-50 мм и шириной 12-24 мм. Цветки расположены вдоль цветоносного побега длиной до 6 мм, который продолжает расти после цветения, каждый цветок имеет чешуйчатый лист у основания. Листочки околоцветника около 10 мм в длину. Вид известен только из двух коллекций и может относиться к стелющийся форме P. stradbrokensis, хотя этот вид не был обнаружен на острове Фрейзер.

## Таксономия
Впервые вид был официально описан в 1810 году Робертом Брауном в Transactions of the Linnean Society of London по образцам, собранным им у побережья мыса Сэнди, северной точки острова Фрейзер в 1802 году.

## Распространение
Persoonia prostrata — эндемик острова Фрейзер в Квинсленде (Австралия). Вид известен только из коллекции типовых экземпляров Роберта Броуна и другой коллекции, собранной в конце XIX века. Оба экземпляра были собраны на мысе Сэнди на острове Фрейзер, где он рос на песчаных дюнах в редколесье, и лесах.

## Охранный статус
Вид Persoonia prostrata классифицируется как «вымерший» в соответствии с Законом правительства Австралии об охране окружающей среды и сохранении биоразнообразия 1999 года и Законом правительства штата Квинсленд об охране природы 1992 года.